# Piotr Kuczera (judoka)
Piotr Kuczera (ur. 25 lutego 1995 w Rybniku) – polski judoka. Medalista mistrzostw Europy seniorów, a także mistrzostw świata i Europy juniorów. Wielokrotny mistrz kraju.

## Życiorys
Kuczera dwukrotnie zdobywał medale juniorskich imprez mistrzowskich rangi międzynarodowej – w 2015 roku najpierw zdobył brązowy medal mistrzostw Europy juniorów, a następnie osiągnięcie to powtórzył w rozgrywanych w tym samym roku mistrzostwach świata juniorów.
W kwietniu 2016 roku zdobył brązowy medal mistrzostw Europy seniorów. Podczas tej samej imprezy, wraz z reprezentacją Polski, zdobył także brązowy medal w rywalizacji drużynowej mężczyzn.
Dwukrotnie (w 2014 i 2015 roku) został mistrzem Polski seniorów, wielokrotnie zdobywał także medale mistrzostw Polski w juniorskich kategoriach wiekowych (do lat 17, 20 i 21).
W 2021 roku wziął udział w Letnich Igrzyskach Olimpijskich 2020 w Tokio, gdzie w rywalizacji judoków do 90 kilogramów odpadł w pierwszej walce z Laszą Bekauri. W 2024 roku ponownie wziął udział w Letnich Igrzyskach Olimpijskich w Paryżu, gdzie w rywalizacji judoków do 100 kilogramów odpadł w drugiej walce z Zielimem Kocojewem.

## Życie prywatne
W 2020 poślubił judoczkę Annę Kuczerę. Ma syna Jana i córkę Klarę.